# 狼鳍鱼属
狼鳍鱼属（学名：Lycoptera）是种已灭绝的鱼类，分布于早白垩世巴列姆期至阿普第期的中国、朝鲜、蒙古及西伯利亚，但由于西伯利亚晚侏罗世地层出土了疑似狼鳍鱼的化石，因此其存在时间仍有争议。狼鳍鱼化石丰富，迄今已命名20个物种，是用来为中国各地层定年的重要标准化石。该属及北票鲟属均为典型的热河生物群成员，热河群是一个以出产有羽毛恐龙而闻名的史前生态系统，于早白垩世期间繁盛了近两千万年。狼鳍鱼化石一般在某层位中成群出土，呈现出数量大、单物种的特点，推测是由季节性的大规模死亡事件所致。狼鳍鱼为硬骨鱼冠群物种，属于骨舌总目一支早期分化的谱系。

## 描述

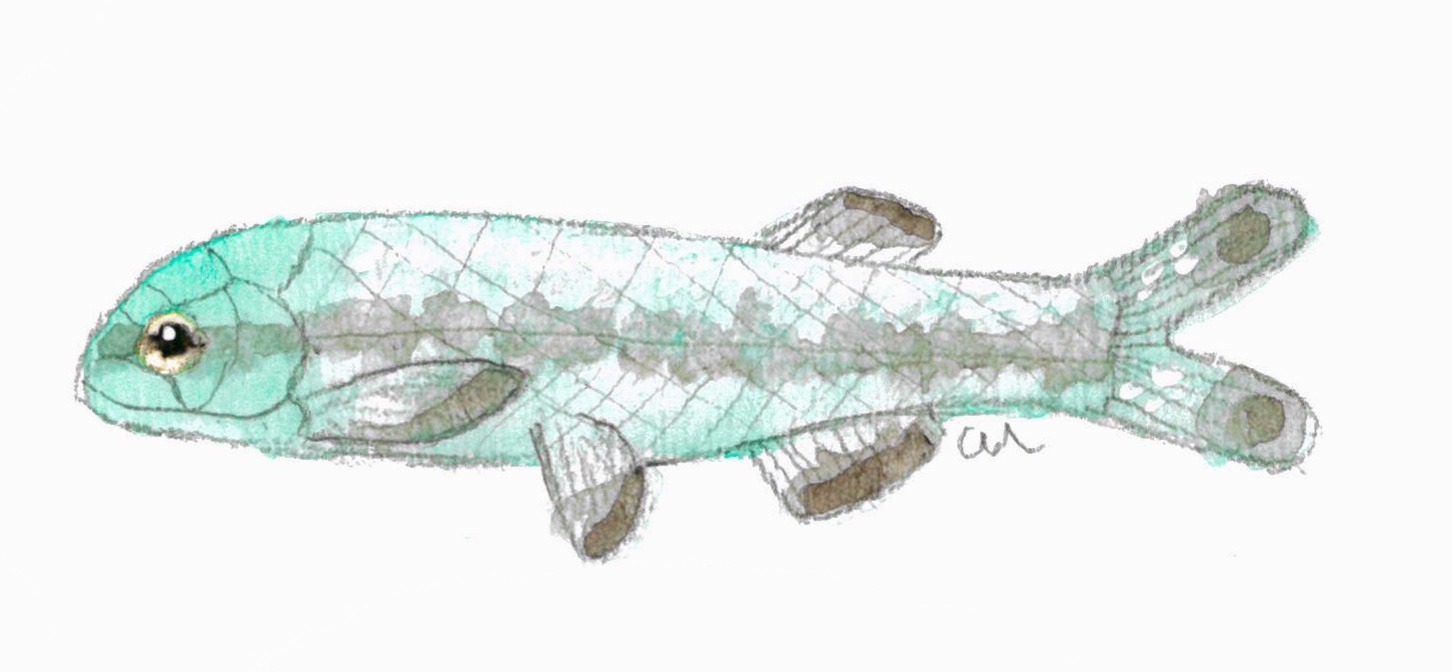
戴氏狼鳍鱼复原图

狼鳍鱼为小型淡水鱼，其下大部分物种均有多而细小的牙齿，以浮游生物为食，但也有甘肃狼鳍鱼（L. gansuensis）、室井氏狼鳍鱼（L. muroii）、中华狼鳍鱼（L. sinensis）这样牙齿较大、可能以小型昆虫为食的物种。
狼鳍鱼头部较大，上下颌各有一排锥形牙齿，身体呈纺锤形，背鳍及臀鳍位置相对靠后，体表覆有直径约1.2（0.047英寸）的椭圆形鳞片，生前外观可能与真鱥相似。
狼鳍鱼化石一般大量成群出土，可能是在秋冬季缺氧水体上升流造成的大规模死亡事件中被迅速埋入湖相沉积物而形成，故有人推测狼鳍鱼是群居动物，甚至可能有群游习性。

## 发现
1843至1844年，德国古生物学家亚历山大·冯·米登多夫受沙皇尼古拉一世所邀，与其他学者共同发起一次对西伯利亚的考察。考察期间组织了各方面的研究，但最主要的是探索新物种，也包括收集当地发现的化石。狼鳍鱼化石正是在此期间发现，并由古生物学家约翰内斯·彼得·米勒于1847年正式描述，模式种是米氏狼鳍鱼（Lycoptera middendorffi）。属名由希腊文lyco-（狼）加上ptera（鳍）组成，形容该物种宽大的背鳍，种小名则致敬发现者米登罗夫。
1880年，法国古生物学家亨利·埃米爾·瑟維吉根据从中国北方收集的标本命名了戴氏原鳉（Prolebias davidi），这也是中国首个获得学名的史前鱼类。瑟維吉当时认为这种鱼类属于鳉科，后期研究则发现该物种属于先前命名的狼鳍鱼，并将其更名为戴氏狼鳍鱼。有学者认为戴氏狼鳍鱼和米氏狼鳍鱼化石差异过小，实际上可能是同一物种。后续还命名了十几个物种，大部分皆发现于中国东北。

### 物种

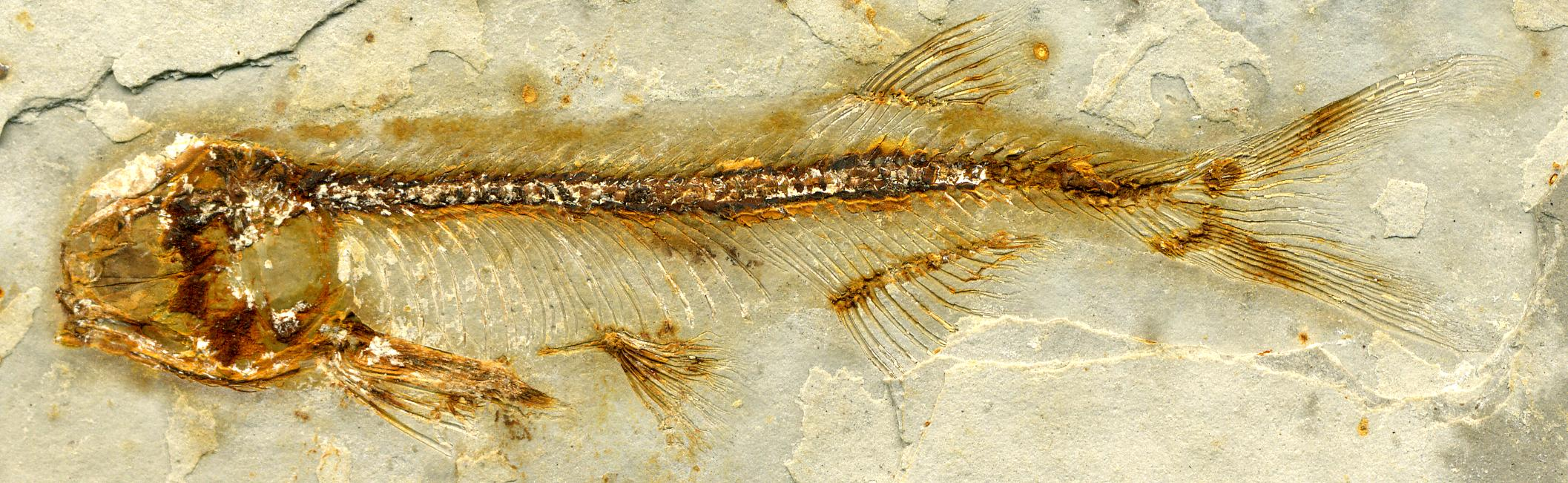
一件长约6.8 cm的戴氏狼鳍鱼化石，收集于中国辽宁省白垩纪最早期的地层

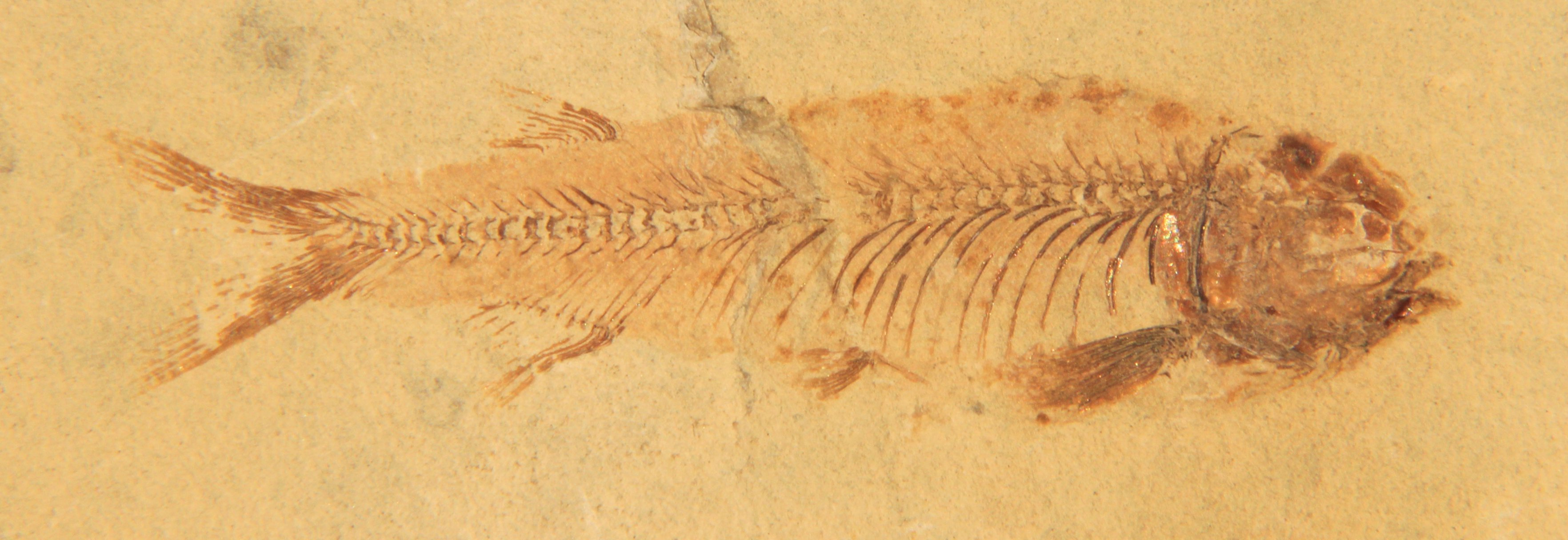
一件长约53 cm的室井氏狼鳍鱼化石，收集于中国辽宁的早白垩世地层

本属已有20个物种被描述，其中9种均出自热河群。下表是根据张江永和金帆在《热河化石》一书中列出的有效种名单整理而来。
| 学名                                               | 命名者     | 年份   | 状态     | 备注                   |
| -------------------------------------------------- | ---------- | ------ | -------- | ---------------------- |
| 米氏狼鳍鱼 Lycoptera middendorffi                  | Müller     | 1847   | 有效     | 该属的模式种           |
| 长吻狼鳍鱼 Lycoptera macrorhyncha                  | (Eichwald) | (1868) | 有效     | 原为长吻阿纳鱼         |
| 戴氏狼鳍鱼 Lycoptera davidi                        | (Sauvage)  | (1880) | 有效     | 原为戴氏原鳉           |
| 中华狼鳍鱼 Lycoptera sinensis                      | Woodward   | 1901   | 有效     |                        |
| 凶残狼鳍鱼 Lycoptera ferox                         | Grabau     | 1923   | 有效     |                        |
| 朝鲜狼鳍鱼 Lycoptera chosenensis                   | Makiyama   | 1927   | 有效     |                        |
| 甘肃狼鳍鱼 Lycoptera kansuensis                    | Grabau     | 1928   | 有效     |                        |
| 伍氏狼鳍鱼 Lycoptera woodwardi                     | Grabau     | 1928   | 有效     |                        |
| 热河狼鳍鱼 Lycoptera joholensis                    | Grabau     | 1928   | 存疑     | 可能为戴氏狼鳍鱼的异名 |
| 热河狼鳍鱼小型变种 Lycoptera joholensis var. minor | Grabau     | 1928   | 存疑     | 可能为热河狼鳍鱼的异名 |
| 破碎狼鳍鱼 Lycoptera fragilis                      | Hussakof   | 1932   | 存疑     | 可能为吉南鱼的异名     |
| 德永氏狼鳍鱼 Lycoptera takunagai                   | Seito      | 1936   | 次异名   | 戴氏狼鳍鱼的异名       |
| 室井氏狼鳍鱼 Lycoptera muroii                      | (Takai)    | (1943) | 有效     | 原为室井氏亚洲鱼       |
| 长头狼鳍鱼 Lycoptera longicephalus                 | Liu et al. | 1962   | 重新分类 | 现为长头吉南鱼         |
| 隆德狼鳍鱼 Lycoptera lunteensis                    | Liu et al. | 1962   | 有效     |                        |
| 多椎狼鳍鱼 Lycoptera polyspondylus                 | Liu et al. | 1962   | 有效     |                        |
| 董氏狼鳍鱼 Lycoptera tungi                         | Liu et al. | 1962   | 重新分类 | 现为董氏华夏鱼         |
| 王氏狼鳍鱼 Lycoptera wangi                         | Gaudant    | 1965   | 有效     |                        |
| 三棵榆树狼鳍鱼 Lycoptera sankeyushuensis           | (Ma & Sun) | (1988) | 有效     | 原为三棵榆树亚洲鱼     |
| 阜新狼鳍鱼 Lycoptera fuxinensis                    | Zhang      | 2002   | 有效     |                        |

## 古环境

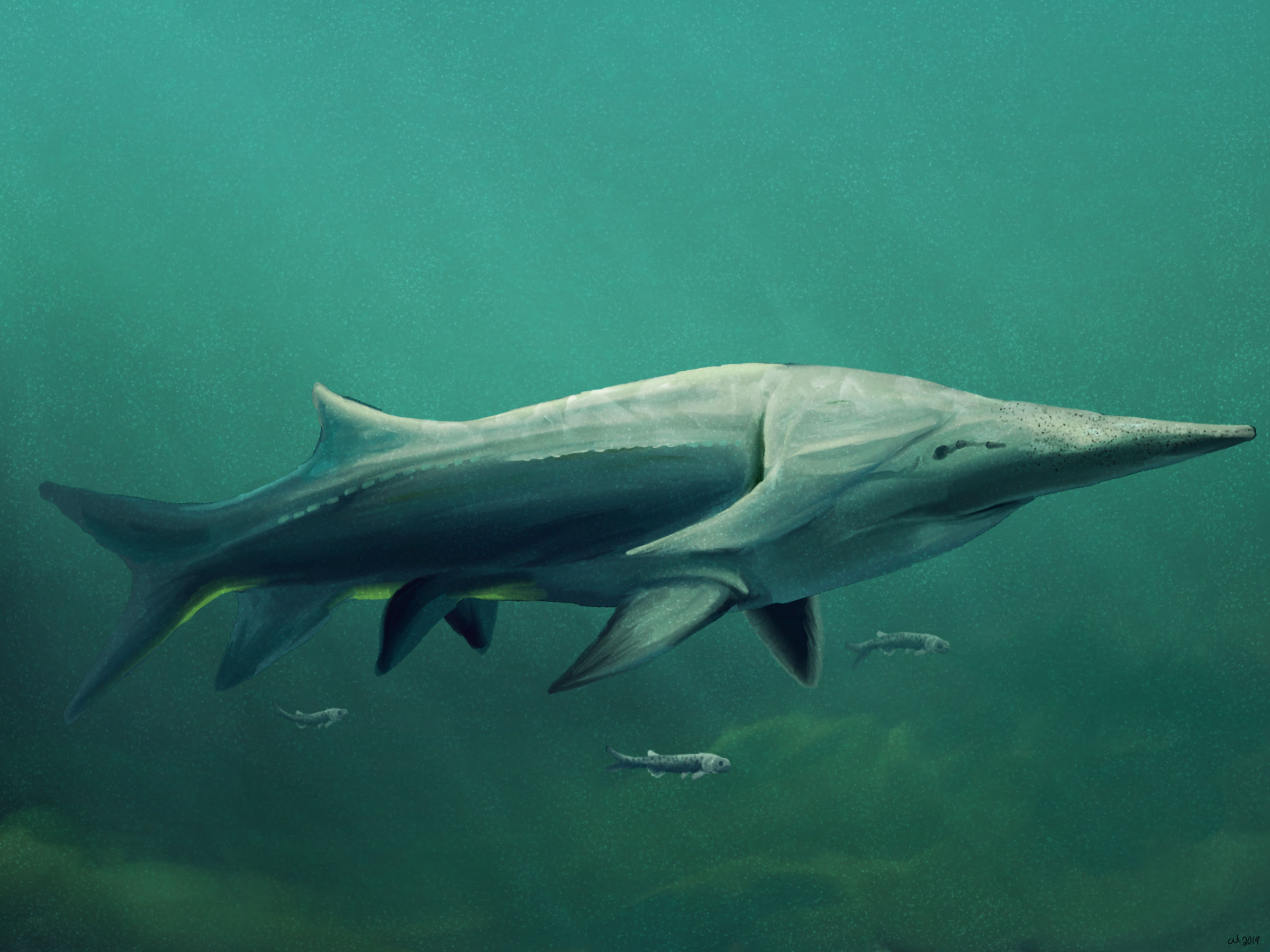
原白鲟及狼鳍鱼的复原图

狼鳍鱼是中生代后期东亚特有的淡水鱼，广泛分布于当时的中国北方水域，为热河生物群的重要组分，也是该群内最早获得正式学名的脊椎动物。热河群的化石多发现于湖泊沉积物，后者又通常与凝灰质互层，表明这些化石是由水边活动的生物被火山灰掩埋所形成。热河群有着很高的生物多样性，除狼鳍鱼等鱼类外，还发现了种类繁多的两栖类、恐龙、翼龙、鸟类、哺乳类、昆虫及植物。当时狼鳍鱼所栖息的水域中还生存着北票鲟、原白鲟、中华弓鳍鱼等鱼类、伊克昭龙、潜龙、满洲鳄等离龙类、鄂尔多斯龟、满洲龟、辽龟等龟鳖目及辽蟾、辽西螈等两栖类。